# Melisoneura leucoptera
Melisoneura leucoptera är en tvåvingeart som först beskrevs av Johann Wilhelm Meigen 1824.  Melisoneura leucoptera ingår i släktet Melisoneura och familjen parasitflugor. Inga underarter finns listade i Catalogue of Life.